# Valby Gasværk
55°39′27.96″N 12°29′39.89″Ø / 55.6577667°N 12.4944139°Ø
Valby Gasværk lå mellem Vigerslev Allé og Retortvej i den københavnske bydel Valby. Det var et af Danmarks største gasværker med et areal på 270.000 m2. Det producerede kulgas fra 1907 til 1963, og derefter blev der fortsat oplagret gas. 
I 1964 blev anlægget ødelagt af en kraftig eksplosion, hvorefter grunden blev ryddet, og der blev bl.a. bygget beboelsesejendomme på stedet.
Oplagring af gas skete herefter i den nærliggende Køgevejens Gasbeholder, der blev opført efter eksplosionen.

## Eksplosionen
26. september 1964 kl. 9.36 skete der en eksplosion i gasværkets pumpe- eller målerhus. Det var en af de mindre bygninger ud mod Vigerslev Allé midt mellem de to store tanke. Bygningen var ved uagtsomhed blevet fyldt med en blanding af luft og gas (knaldgas), som uagtsomt blev antændt. Selv om mængden af knaldgas formodentlig var langt under 1.000 m³, blev bygningen nærmest pulveriseret, og der blev slået hul på begge gasbeholderne. Den udstrømmende gas (ca. 140.000 m³) antændtes af brændende bygningsdele og brændte med høje flammer i et par minutter uden at gøre yderligere skade.
Braget, rystelserne m.m. fra eksplosionen var så voldsomme, at københavnerne først troede, at der var faldet en atombombe. Tre arbejdere på gasværket omkom ved eksplosionen, en mand i en bagerforretning i nærheden døde af forskrækkelse/hjertelammelse og en anden døde af nedfaldne teglsten. Omkring 200 personer blev kvæstet og behandlet på hospitalerne. Mere end 100.000 ruder blev knust i en radius på op til fem km fra stedet. Der blev ødelagt værdier for over 35 mio. kr. svarende til 370 mio. kr. i 2013.
Efter ulykken blev gasværket, der ved eksplosionen kun havde fungeret som fordelingscentral for andre gasværkers gas, helt lukket og jævnet med jorden.